# The Man Who Would Not Die
The Man Who Would Not Die er en amerikansk stumfilm fra 1916 af William Russell og John Prescott.

## Medvirkende
- William Russell som Clyde Kingsley / Ward Kingsley.
- Charlotte Burton som Agnes Pendleton.
- Harry Keenan som Steve Mercer.
- Leona Hutton som Beth Taylor.